# Famille Hainguerlot
La famille Hainguerlot est une famille d'ancienne bourgeoisie subsistante originaire des Ardennes, issue de Laurent Hainguerlot (né en 1738), homme d'affaires et banquier, qui fut anoblie et titrée baron sous la Restauration mais la procédure resta inachevée faute de lettres patentes. Seule la branche aînée, aujourd’hui éteinte, relança et finalisa la procédure en confirmant le titre de baron sous le Second Empire.

## Histoire
Laurent Hainguerlot (né en 1738) était receveur des greffes des juridictions royales de Caen, où s'établit sa famille en provenance des Ardennes françaises.  La souche de la lignée est Robert Hainguerlot, né vers 1565 et demeurant à Givry-sur-Aisne.
Georges Tom Hainguerlot (1795-1868), banquier à Paris, est l'auteur des deux branches des Hainguerlot. Il devait être anobli et titré baron à titre personnel sur promesse de création de majorat en 1830, mais la procédure demeura inachevée car il n’y eut pas d’octroi de lettres patentes, probablement à cause des événements. Son premier fils Edouard demanda et obtint une confirmation du titre de baron, à titre héréditaire cette fois-ci, sous le Second Empire. Il ne laissa que trois filles. La famille actuelle descend d’Alfred, frère d’Edouard.
Les Hainguerlot sont une famille d’hommes d’affaires enrichis lors du Directoire, créanciers de Napoléon Ier et de son frère Lucien Bonaparte, et devenus propriétaires du château de Villandry et du château de Stains en Seine-Saint-Denis. Les Hainguerlot ont également été propriétaires de l'ancienne abbaye de Chââlis (Oise) et du château de Poillé (Indre-et-Loire).

## Généalogie

### Branche aînée éteinte
James Georges Tom Hainguerlot, né en 1795 et mort à Paris le 26 octobre 1868 était un financier et entrepreneur du XIXe siècle. Il épouse en 1828 Stéphanie Oudinot, fille de l'ancien maréchal d'Empire Nicolas-Charles Oudinot.
En achetant en 1866 des terrains situés près du canal Saint-Denis, il est un des fondateurs des magasins du pont de Flandre. Ceux-ci sont ensuite acquis par les entrepôts des magasins généraux de Paris.
Il est aussi un des fondateurs de la compagnie concessionnaire de la ligne Paris-Strasbourg.
Il est le frère de Paméla Hainguerlot et le père d'Alfred Hainguerlot, qui suit.
- Laurent Hainguerlot (1738-1821), conservateur des Hypothèques à Caen, receveur des Greffes des Juridictions Royales de Caen, époux de Thérèse Louise Le Danois.
  - Pierre Laurent Hainguerlot (1767-1841), homme d'affaires, banquier à Paris, fournisseur des armées, conseiller général d'Indre-et-Loire, époux d'Augustine Marguerite Perrot, considérée comme l'une des "beautés" du Directoire.
  - Rose Augusta Paméla Hainguerlot (1803-1881), épouse du baron Alphée Bourdon de Vatry.
    - James Georges Tom Hainguerlot (1795-1868), époux de Stéphanie Oudinot, fille de Nicolas Charles Oudinot, duc de Regio, maréchal d'Empire. Maire de la commune de Villandry de novembre 1843 à mai 1863.
      - Edouard Hainguerlot (1832-1888), époux d'Alice Blount, issue des barons Blount of Sodington. Pas de descendance masculine. Maire de la commune de Villandry de mai 1863	à février 1888.
      - Charles Arthur Hainguerlot (1833-1892), sans descendance.
      - Alfred Hainguerlot (qui suit), auteur de la branche cadette subsistante.

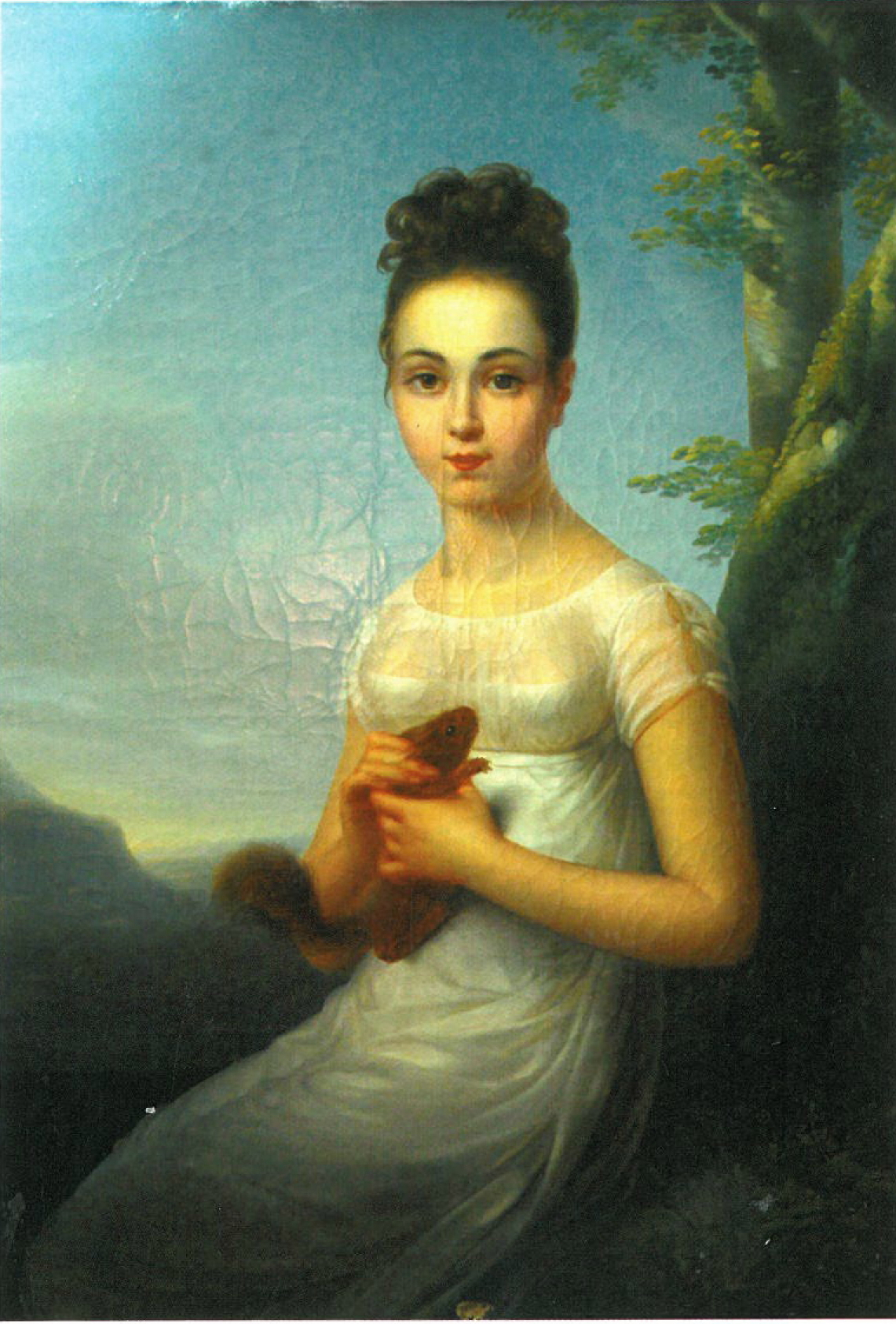
Paméla Hainguerlot

### Branche cadette subsistante
- Alfred Hainguerlot, fils puiné de Georges Hainguerlot et de Stéphanie Oudinot. Époux de Madeleine Jerningham (famille de baronnets dont la branche aînée, éteinte, portait le titre de baron Stafford).
  - Georges Hainguerlot (1870-1914), époux de Blanche d'Adhémar de Lantagnac.
    - Édouard Hainguerlot (1896-1967), capitaine de vaisseau, maire de Brélévenez (Côtes-d'Armor), conseiller du canton de Lannion, officier de la Légion d'Honneur, croix de guerre 1914-1918 et 1939-1945, époux d'Isabelle de Lur-Saluces.
      - Louis Hainguerlot (1931-2005), époux de Paule de Cossé-Brissac.
        - Bertrand Hainguerlot (1961-), époux de Marine d'Harcourt.
          - Timothée Hainguerlot (1988-), époux de Jessica Lefébure.
            - Hélie Hainguerlot (2018-).

      - Bertrand Hainguerlot (1927-1951), enseigne de vaisseau, commandant la 14e section d'engins d'assaut des forces françaises amphibies en Indochine, mort pour la France le 28 mars 1951 au Tonkin[5].

## Alliances
Oudinot, Bourdon de Vatry, Blount, de Sabran-Pontevès, de Gay de Nexon, Bégé, Jerningham, d'Adhémar de Lantagnac, de Lur-Saluces, Terlinden, 
d'Abbadie d'Ithorrotz,
Lévesque, Laurent, Pascaud,
de Cossé-Brissac, de Vogüé, d'Harcourt, de Warren Le Pelletier de Rosanbo, de Lambert, de Pouilly, de Langle, d'Aboville, de La Rüe du Can de Champchevrier, de l'Epine, Goury de Roslan, Le Bault de La Morinière.

## Armoiries
La branche aînée, éteinte de nos jours, des Hainguerlot fut titrée baron héréditaire décret impérial du 28 mars 1870 (en confirmation d’un titre personnel inachevé sous la Restauration) et par lettres patentes du 4 mai 1870.
Cette famille porte : écartelé, au I et IV, d'azur à la galère à l'Antique d'or, au II, de gueules à trois casques d'argent, au III de gueules à trois besants d'or.

## Possessions
Cette famille était propriétaire de la Compagnie des Canaux, titulaire de concessions sur les canaux de l’Ourcq et Saint-Denis.
Elle a laissé son nom au pont Hainguerlot, à Saint-Denis.
- Château de Stains
- Château de Villandry
- Château de Blanville (Saint-Luperce)

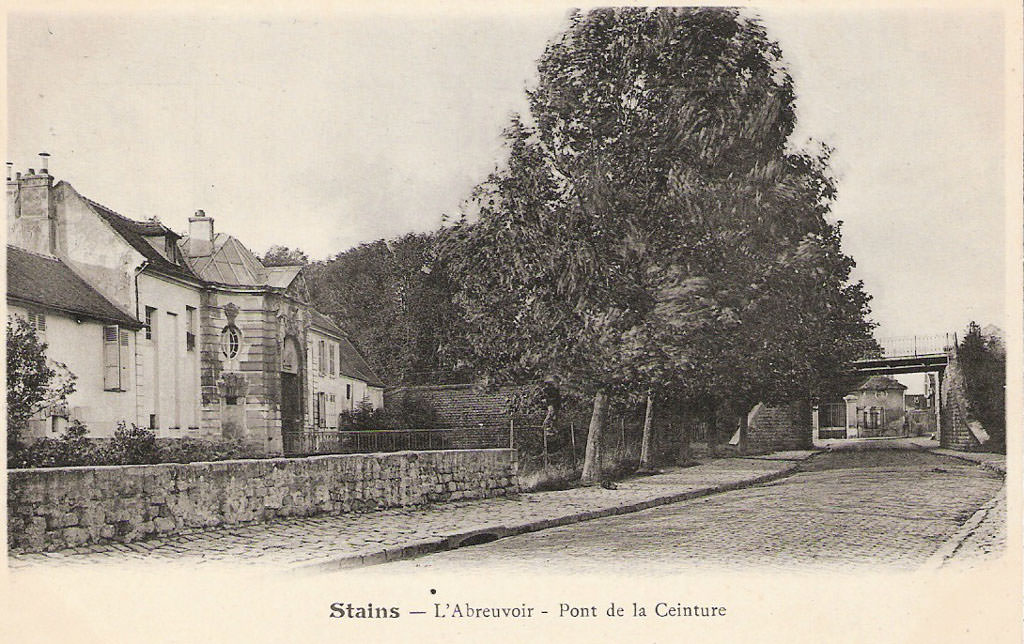
Avenue Marcel-Cachin à Stains, porte Louis XIV du château. Au fond, le pont de la ligne de la grande ceinture de Paris
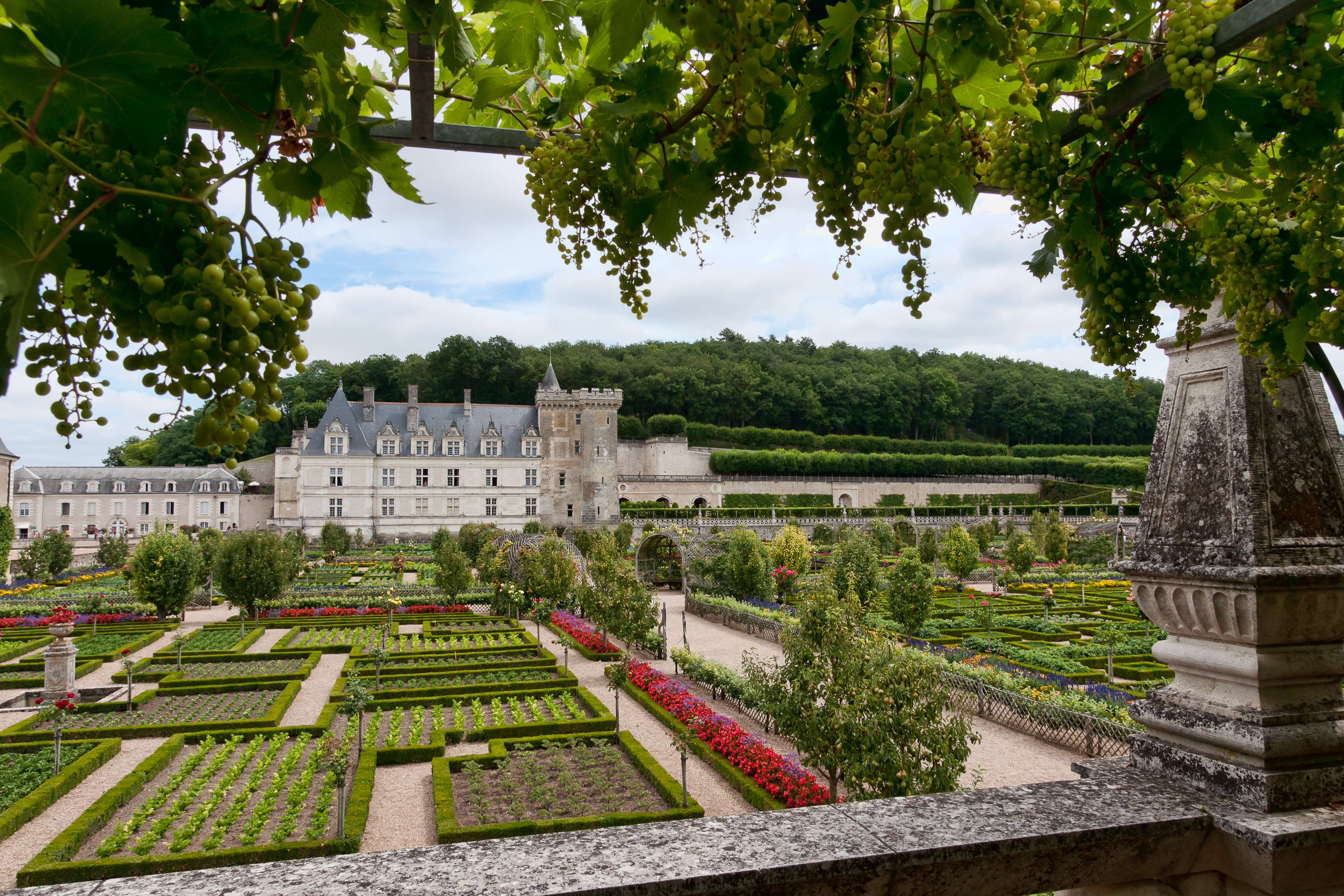
Château de Villandry, propriété de la famille Hainguerlot entre 1817 et 1897.
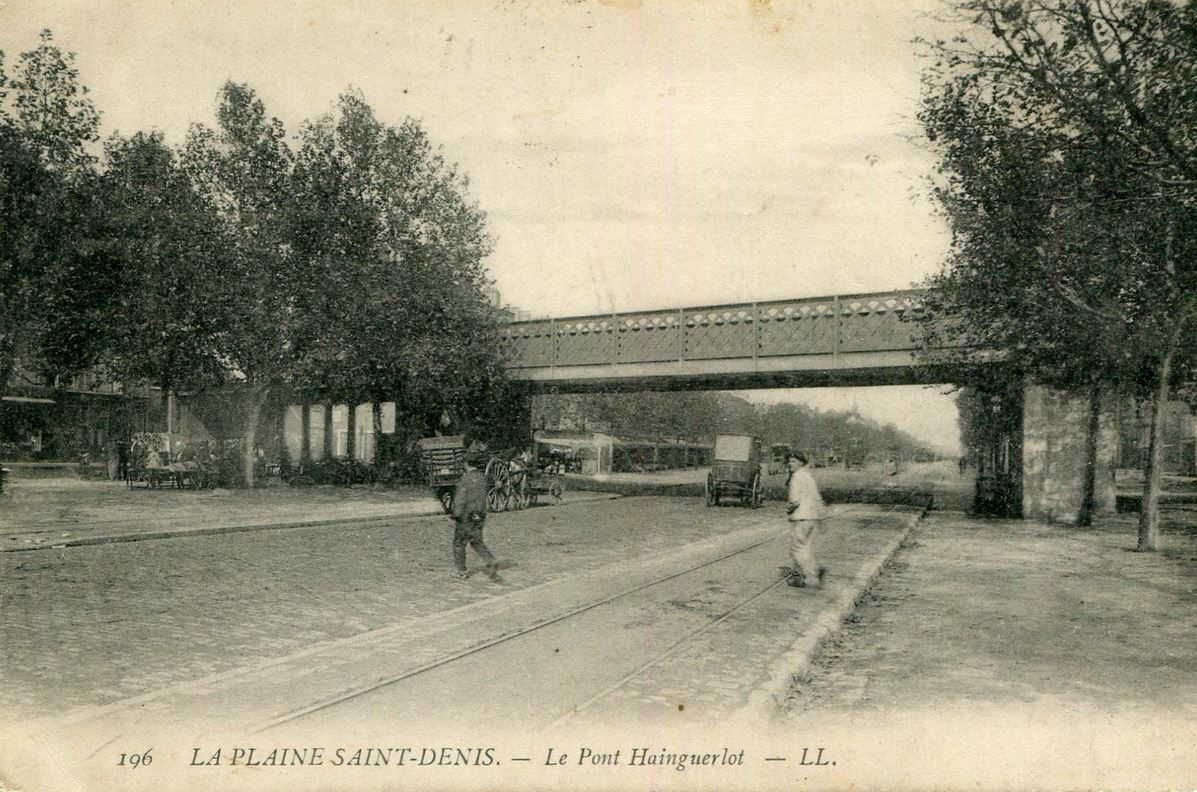
Le pont Hainguerlot à Saint Denis.

## Pour approfondir